# キリスト昇架
『キリスト昇架』（キリストしょうか、英: The Elevation of the Cross）は、フランドルの画家ピーテル・パウル・ルーベンスにより1610年から1611年にかけて描かれた絵画。『十字架昇架』とも。アントウェルペンにある聖母大聖堂に収蔵されている。
中央パネル、左翼パネル、右翼パネルの3つの部分から構成される三連祭壇画であり、三面鏡のように開閉できるようになっている。中央パネルの寸法は、縦460 cm、横340 cmである。左翼パネルと右翼パネルの寸法は、ともに縦460 cm、横150 cmである。
ルーベンスは、1600年から1608年までの間に中断を入れながらイタリアに滞在しており、その後、故郷のアントウェルペンに帰って最初に製作された本作は、ネーデルランドにバロック美術と呼ばれる様式が広まるきっかけとなった。ルーベンスは、『キリスト昇架』を完成させてから、ほとんど時間が経たないうちに、『キリスト降架』の製作に取りかかっている。

## 来歴
本作はもともと、アントウェルペンの聖ヴァルブルガ教会 (en:St Walburga Church (Antwerp)) の主祭壇画として描かれたもので、19世紀の初め頃にフランス軍によって強奪され、パリまで持ち去られたが、1815年にアントウェルペンに戻ってきている。1816年以降は、聖母大聖堂に置かれている。聖堂の内部を描写した17世紀の絵画によると、完成当時は、画面の上に父なる神や天使を描いた作品が、下にストーリーシーンが加えられていたとされる。

## 作品

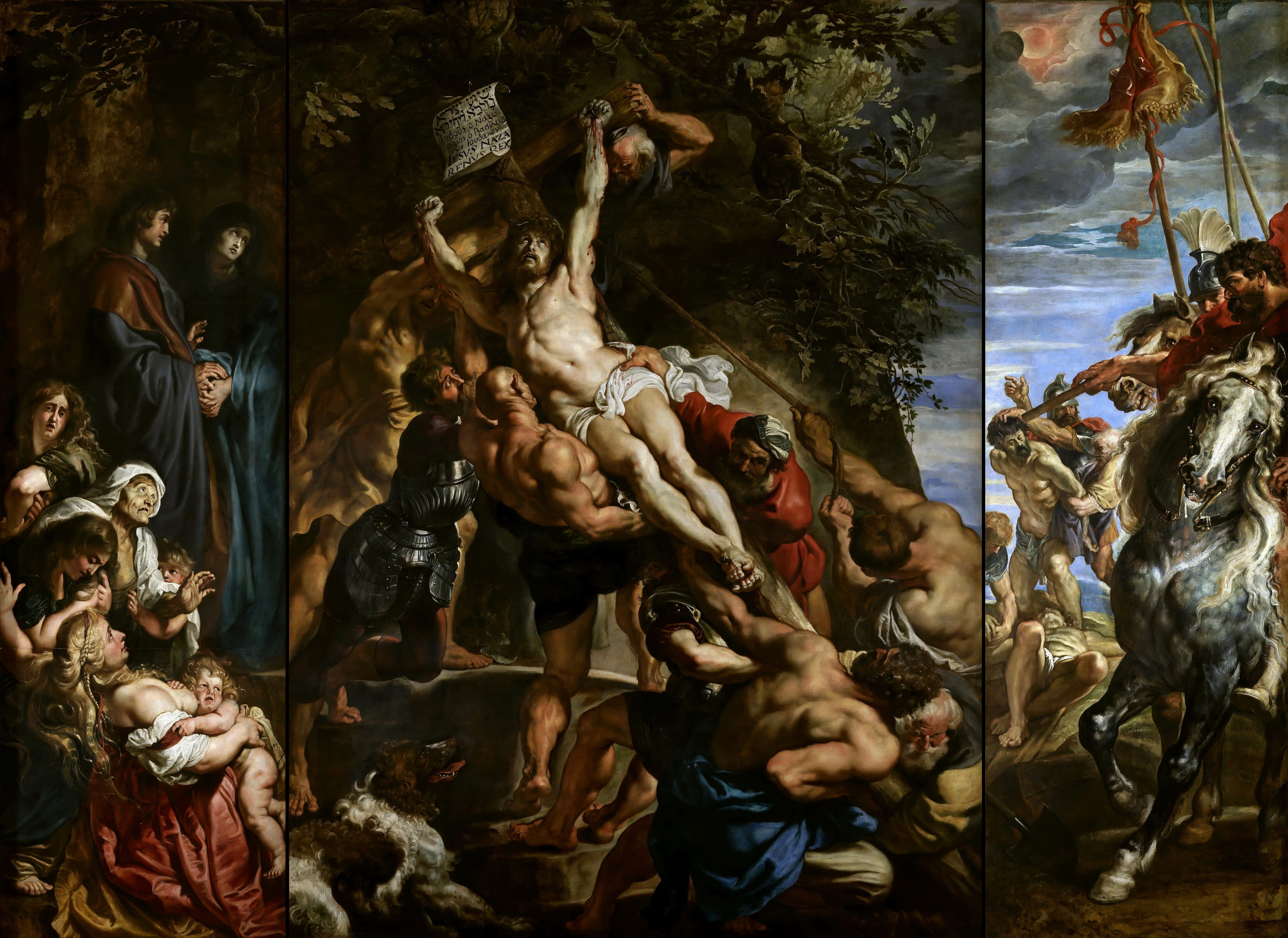
三連祭壇画『キリスト昇架』

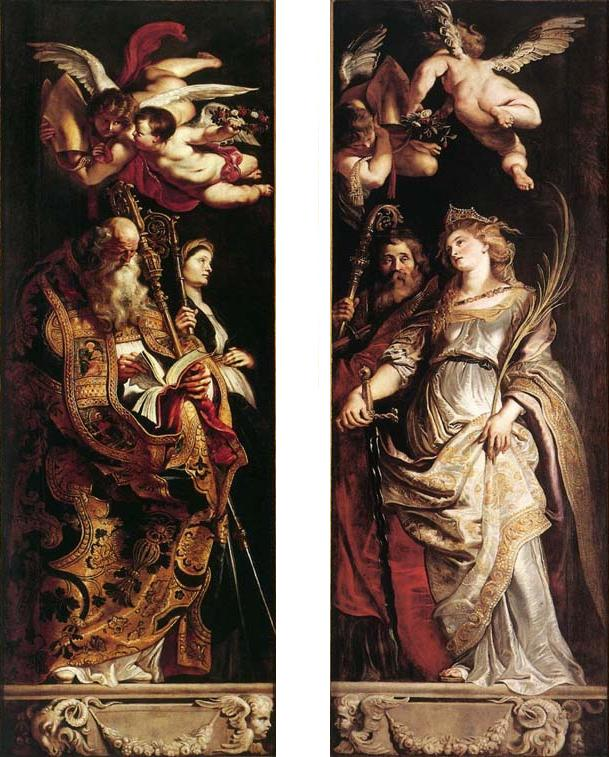
左・右翼パネルの裏側

中央パネル
イエス・キリストは、イバラの冠を頭にかぶせられ、手や足を釘で十字架に打ちつけられており、9人の死刑執行人たちが、その十字架を立ち上げようとしている場面が描かれている。死刑を執り行う男たちは、筋肉を隆々とさせており、多くは十字架を持ち上げようとしているが、中にはロープを引いている者もいる。
左翼パネル
左翼パネルの画面の手前には、多くの女性や子どもたちが悲嘆に暮れている様子が描かれている。最も手前に描かれた女性は、大きく身体をのけ反らせており、幼い子どもが彼女にしがみついている。老婆は目を大きく見開き、キリストを見つめている。後方には、聖母マリアと洗礼者ヨハネの2人が事の成り行きを見守る姿が描かれている。
左翼パネルの裏側には、2人の聖人の姿が描かれている。
右翼パネル
右翼パネルの画面の手前では、白いたてがみをもった馬にまたがったローマ軍の司令官が、キリストを磔刑に処するように指示を出している姿が描かれており、後方には、キリストとともに磔刑を受けることになっている2人の泥棒の姿が描かれている。泥棒のうち、1人はすでに兵士によって十字架にかけられようとされており、もう1人は着ている服を脱がされている。
右翼パネルの裏側には、2人の聖人の姿が描かれている。

## 関連する作品

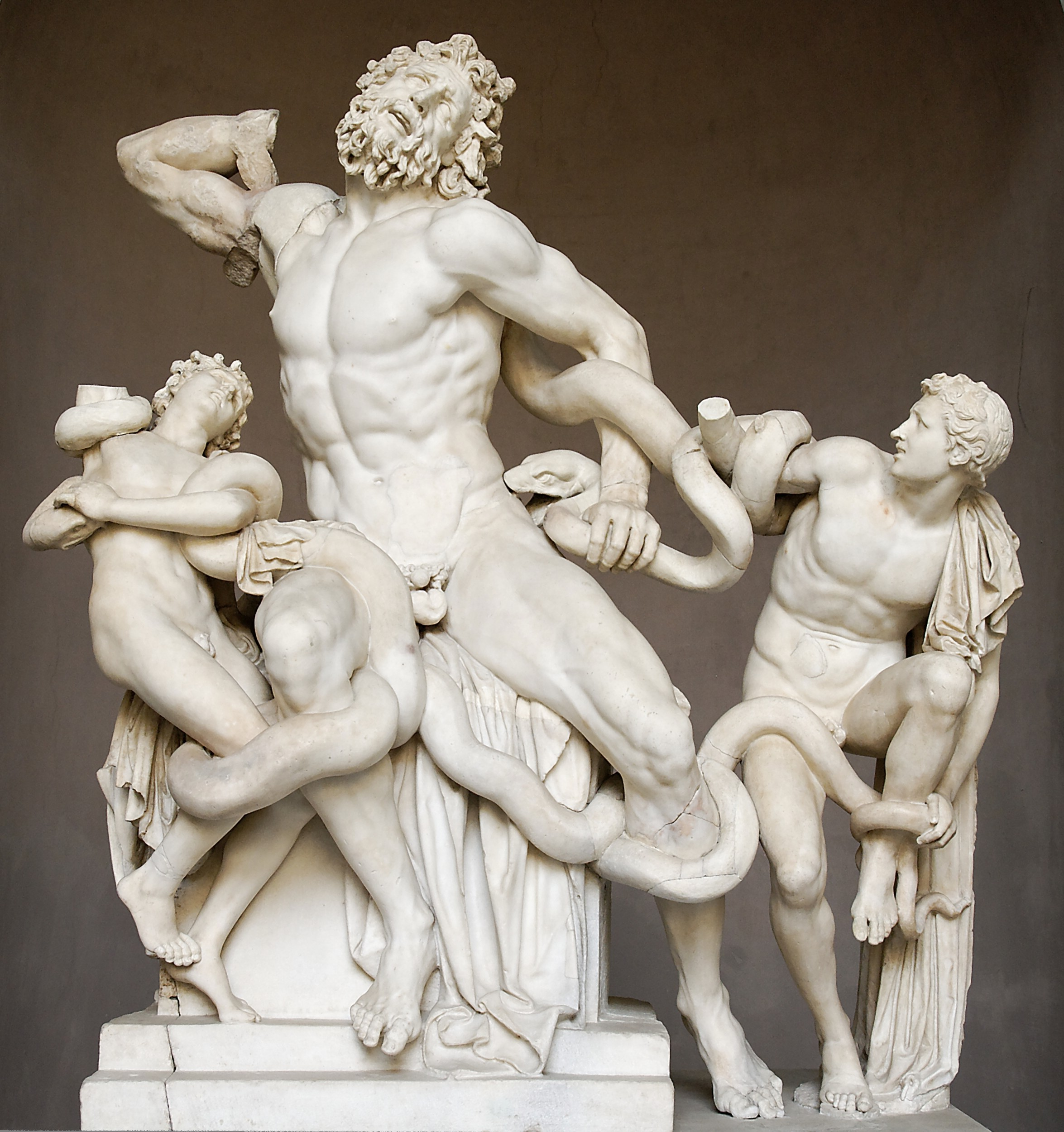
『ラオコーン像』

本作におけるキリストの姿については、古代彫刻『ラオコーン』の影響を色濃く受けているとされる。
イギリスの小説家ウィーダによる児童文学『フランダースの犬』では、主人公の少年ネロが『キリスト昇架』と『キリスト降架』をずっと鑑賞したいと思い続け、ついに目にするが、その後間もなく愛犬のパトラッシュとともに息を引きとる。